# Orso d'oro alla carriera
L'Orso d'oro alla carriera (Goldener Ehrenbär) è un premio onorifico assegnato al Festival di Berlino.
Il riconoscimento è stato introdotto nell'edizione del 1982, anche se è stato assegnato con regolarità solo a partire da quella del 1993.

## Albo d'oro

### Anni 1980
- 1982 - James Stewart, attore (USA)
- 1988 - Alec Guinness, attore (Regno Unito)
- 1989 - Dustin Hoffman, attore, regista e produttore (USA)

### Anni 1990
- 1990 - Oliver Stone, regista, sceneggiatore e produttore (USA)
- 1993
  - Billy Wilder, regista, sceneggiatore e produttore (USA)
  - Gregory Peck, attore (USA)
- 1994 - Sophia Loren, attrice (Italia)
- 1995 - Alain Delon, attore, regista e produttore (Francia)
- 1996
  - Jack Lemmon, attore (USA)
  - Elia Kazan, regista e produttore (USA)
- 1997 - Kim Novak, attrice (USA)
- 1998 - Catherine Deneuve, attrice (Francia)
- 1999 - Shirley MacLaine, attrice, regista e sceneggiatrice (USA)

### Anni 2000
- 2000 - Jeanne Moreau, attrice, cantante e regista (Francia)
- 2001 - Kirk Douglas, attore e produttore (USA)
- 2002
  - Claudia Cardinale, attrice (Italia)
  - Robert Altman, regista e sceneggiatore (USA)
- 2003 - Anouk Aimée, attrice (Francia)
- 2004 - Fernando Ezequiel Solanas, regista, musicista e attore (Argentina)
- 2005
  - Im Kwon-taek, regista (Corea del Sud)
  - Fernando Fernán Gómez, regista, scrittore, sceneggiatore e attore (Spagna)
- 2006
  - Ian McKellen, attore (Regno Unito)
  - Andrzej Wajda, regista e sceneggiatore (Polonia)
- 2007 - Arthur Penn, regista e produttore (USA)
- 2008 - Francesco Rosi, regista e sceneggiatore (Italia)
- 2009 - Maurice Jarre, musicista e compositore (Francia)

### Anni 2010
- 2010
  - Wolfgang Kohlhaase, regista e sceneggiatore (Germania)
  - Hanna Schygulla, attrice (Germania)
- 2011 - Armin Mueller-Stahl, attore (Germania)
- 2012 - Meryl Streep, attrice e produttrice (USA)
- 2013 - Claude Lanzmann, regista, sceneggiatore e produttore (Francia)
- 2014 - Ken Loach, regista (Regno Unito)
- 2015 - Wim Wenders, regista, sceneggiatore e produttore (Germania)
- 2016 - Michael Ballhaus, direttore della fotografia (Germania)
- 2017 - Milena Canonero, costumista (Italia)
- 2018 - Willem Dafoe, attore (USA)[2]
- 2019 - Charlotte Rampling, attrice (Regno Unito)[3]

### Anni 2020
- 2020 - Helen Mirren, attrice (Regno Unito)
- 2022 - Isabelle Huppert, attrice (Francia)
- 2023 - Steven Spielberg, regista, sceneggiatore e produttore (USA)
- 2024 - Martin Scorsese, regista e sceneggiatore (USA)
- 2025 - Tilda Swinton, attrice (Regno Unito)